# Міхал Собанський
Міхал Собанський (пол. Michał Sobański; 1755—14 квітня 1832) — польський шляхтич, підприємець. Співзасновник Чорноморської компанії, діяч Кременецької комісії, «протектор» Вищої Волинської гімназії.

## Життєпис
Батько — Каєтан (1722—1798), брати — Матеуш (1753—бл.1812) та Геронім (1781—1845) Собанські. Мати — дружина батька Петронеля Анна Солецька. 
Северин Антоній Потоцький продав йому «Ладижинський ключ»: місто Ладижин, села Білоусівка, Четвертинівка, Хутори Ладижинські, Лукашівка, Маньківка, Митківка, Паланка, Струлів, Уляниця. У 1812 році отримав для села Ободівки (нині Гайсинського району Вінницької области) право називатись містечком. 
Дружина — Вікторія з Орловських гербу Любич (нар. 23/25.12.1772, Ясенівці коло Золочева), сестра Теклі, донька галицького підчашого Анджея Орловського та Аґнешки з Коморовських, після весілля проживали в Ободівці. Діти:
- Людвік Анджей Матеуш (1791—1837), дружина — графиня Ружа Тереза Лубенська (1798—1880), мали 4 дітей
- Ґотард (1802—1841), учень Кременецького ліцею, учасник листопадового повстання
- Октавіан — помер замолоду, не одружився
- Міхаліна (1789—1874), дружина Людвіка Стефана Пйотра Ґіжицького (1785—1834) з Грицева
- Антоніна (1796—1864), дружина Юзефа Мощенського (1786—1869)
- Ідалія Аделайда (1808—1891), дружина графа Вільгельма Ігнація Броель-Плятера (1791—1854)